# Conseil national des Corporations
Le Conseil national des Corporations (Consiglio nazionale delle Corporazioni) était un organe constitutionnel du royaume d'Italie entre 1930 et 1943.

## Histoire
Il a été créé par les arrêtés royaux numéro 1131 du 2 juillet 1926 et 1347 du 14 juillet 1927 et inauguré le 22 avril 1930. Ensuite, la loi 206 du 20 mars 1930 a précisé son organisation et ses fonctions, le transformant en un organe constitutionnel. Dans un discours prononcé lors de cette inauguration, Benito Mussolini a déclaré : " Le Conseil national des sociétés est à l'économie italienne ce que l'état-major est aux forces armées : le cerveau pensant qui prépare et coordonne ".
La loi 10 du 5 janvier 1939 réforme le Conseil et, à partir de cette année, ses membres sont les mêmes que ceux de la Chambre des Fasces et des Corporations, également créée en 1939. Il a été supprimé par l'arrêté-loi royal du 9 août 1943, numéro 721.

## Structure
Le Conseil national des corporations était présidé par le chef du gouvernement ou, par délégation, par le ministre des corporations ; la présidence des sections, sous-sections et commissions permanentes spéciales pouvait également être déléguée à un sous-secrétaire d'État du ministère des corporations. Un directeur général du même ministère en était le secrétaire général.
Le nombre total de membres a varié dans le temps, atteignant plus de cinq cents. Ses membres étaient:
- les présidents des organisations syndicales et patronales fascistes et les représentants qu'ils ont désignés ;
- les ministres, sous-secrétaires d'État et directeurs généraux des ministères économiques et sociaux ;
- le Secrétaire et autres hiérarques du Parti national fasciste ;
- les présidents de certaines associations et œuvres nationales (comme l'Œuvre nationale du temps libre (Opera Nazionale del Dopolavoro) et l'Associazione Nazionale Combattenti) ;
- des experts en organisation syndicale fasciste, en droit et en économie des entreprises et autres disciplines qui n'intéressent que la production, le commerce et le profit, nommés par le ministre des entreprises.

Le Conseil était divisé en:
- sept sections (professions libérales et arts, industrie et artisanat, agriculture, commerce, communications intérieures, transports maritimes et aériens, crédit et assurances), dont certaines étaient divisées en sous-sections:
- des commissions spéciales permanentes, créées pour traiter de questions individuelles de nature générale et principalement technique ;
- le Comité central corporatif, où ne siègent que les présidents des confédérations syndicales et entrepreneuriales, en plus des représentants du gouvernement et des partis, avec pour mission de coordonner l'activité du Conseil, de prendre des décisions urgentes à la place de l'Assemblée générale dans l'intervalle de ses sessions et de donner des avis sur l'orientation politique de l'action syndicale ;
- l'Assemblée générale, qui est compétente pour délibérer sur les questions concernant l'ensemble du système syndical et des corporations d'Etat, sans préjudice de la possibilité de lui soumettre des questions sur lesquelles les sections ou sous-sections se sont déjà prononcées.

## Fonctions
Le Conseil national des corporations pouvait formuler des avis sur toute question touchant à la production nationale et, en particulier, sur un certain nombre de questions, dont les suivantes:
- la mise en œuvre et l'intégration des principes contenus dans la Charte du travail de Fiuggi ;
- des propositions de lois concernant la réglementation de la production et du travail ;
- le cadre syndical des différentes catégories ;
- la reconnaissance des associations syndicales et de leurs activités pour protéger les intérêts de leurs catégories et leur bien-être.

Les syndicats pouvaient demander au Conseil national des corporations, réuni en assemblée générale, de fixer les tarifs des services professionnels de leurs représentants et d'édicter des règlements professionnels obligatoires pour tous les membres de la catégorie.
C'est également au Conseil national des guildes que revient la tâche :
- à la demande du chef du gouvernement, l'élaboration de règles pour la coordination des activités d'assistance, la réglementation des relations de travail établies par les conventions collectives et toute autre activité réglementaire des corporations ;
- à la demande des syndicats, l'élaboration de règles pour la réglementation des relations économiques collectives entre les catégories représentées et la ratification des accords conclus entre elles à ces fins.

Dans la pratique, le Conseil national des corporations a toujours joué un rôle plutôt marginal et, à partir de 1934, il a fini par être supplanté par le moins pléthorique Comité central des corporations, fonctionnant en son sein.

## Source
- (it) Cet article est partiellement ou en totalité issu de l’article de Wikipédia en italien intitulé « Consiglio nazionale delle corporazioni » (voir la liste des auteurs).